# UTC−8
UTC−8 se koristi za nekoliko vremenskih zona koje za UTC vremenom zaostaju 8 sati. 

## Kao standardno vreme (cele godine)
- Kanada
  -  Severozapadne teritorije
    - grad Tungsten

Zavisne teritorije:
- Ostrvo Kliperton (Francuska)
- Ostrva Pitkern (UK)

## Kao standardno vreme samo zimi (severna hemisfera)
PST — Pacific Standard Time:
- Kanada
  -  Britanska Kolumbija (najveći deo provincije)
  -  Jukon
- Meksiko
  -  Donja Kalifornija
- Sjedinjene Države
  -  Kalifornija
  -  Ajdaho (severni deo)
  -  Nevada (najveći deo države)
  -  Oregon (najveći deo države)
  -  Vašington

## Kao letnje ukazno vreme (leto na severnoj hemisferi)
- Sjedinjene Države (AKDT — Alaska Daylight Time)
  -  Aljaska — najveći deo države